# حسين ماهيني
حسین ماهیني (مواليد 16 سبتمبر 1986) هو لاعب كرة قدم. يلعب مع منتخب إيران لكرة القدم. سبق له أن لعب في كأس العالم لكرة القدم مع منتخب بلاده.

## الإنجازات

### النادي
ذوب آهن أصفهان
- دوري أبطال آسيا : الوصيف (1) : 2010

 برسبوليس
- دوري المحترفين الإيراني (3): 2016–17، 2017–18، 2018–19
- كأس حذفي (1): 2018–19
- كأس السوبر الإيراني (3): 2017، 2018، 2019
- دوري أبطال آسيا : الوصيف (1) : 2018

### المنتخب
إيران تحت 23
- كرة القدم في الألعاب الآسيوية : برونزية (1) : 2006

## روابط خارجية
- حسين ماهيني على موقع الاتحاد الدولي (مؤرشف)  (الإنجليزية)
- حسين ماهيني على موقع قاعدة بيانات كرة القدم.إي يو (الإنجليزية)
- حسين ماهيني على موقع ناشيونال فوتبول تيمز (الإنجليزية)
- حسين ماهيني على موقع Soccerway.com (الإنجليزية)
- حسين ماهيني على موقع كووورة
- حسين ماهيني على موقع AS.com (الإسبانية)